# مک‌کلسبورگ (آیووا)
مک‌کلسبورگ (به انگلیسی: McCallsburg) شهری در ایالت آیووا کشور ایالات متحده آمریکا است که جمعیت آن در سرشماری سال ۲۰۱۰ میلادی، ۳۳۳ نفر بوده‌است.